# Zixing
Zixing (chiń. 资兴; pinyin Zīxīng) – miasto na prawach powiatu w Chinach, w prowincji Hunan, w prefekturze miejskiej Chenzhou. W 1999 roku liczba mieszkańców miasta wynosiła 362 169.

## Miasta partnerskie
- Laredo, Stany Zjednoczone